# Dagmara Leszkowicz-Zaluska
Dagmara Leszkowicz-Zaluska – polska dziennikarka i pisarka. Członkini Unii Literackiej.

## Życiorys
Uczęszczała do liceum o profilu matematyczno-fizycznym z językami obcymi w Jarocinie. Podczas studiów była współpracowniczką czasopism „Muza” i „Zwierciadło”. W 2003 roku w Londynie przeprowadziła wywiad ze Stingiem, który ukazał się w październikowym numerze „Muzy”. W kwietniu 2005 na łamach „Zwierciadła” ukazała się jej rozmowa z Tori Amos. W latach 2018–2024 była wicenaczelną Polskiej Agencji Prasowej odpowiedzialną za wszystkie anglojęzyczne serwisy tej agencji, w tym nieistniejący już First News. Była również korespondentką Agencji Reuters dla której w 2013 roku napisała raport o stanie polskich dróg, oraz redaktorką Polityki Insight. W 2022 roku zadebiutowała na rynku literackim. Napisała wtedy książkę Dziewczyna z kamienicy. Czas nadziei, która została nominowana do nagrody głównej internautów w plebiscycie „Książki Roku 2022” portalu Granice.pl. Ta sama książka została uznana za najciekawszą premierę 2022 roku w kategorii Sagi rodzinne plebiscytu „Najlepsza książka na lato 2022”, oraz została zgłoszona do Literackiej Nagrody Europy Środkowej Angelus 2023. W późniejszym czasie ukazały się dwie kontynuacje tej powieści: Dziewczyna z kamienicy. Czas wyboru (2022), oraz Dziewczyna z kamienicy. Czas pokory (2024). Pierwsza z nich znalazła się na liście TOP 2022 w kategorii Literatura obyczajowa i historyczna portalu Zupełnie Inna Opowieść.     
W 2023 Dagmara Leszkowicz-Zaluska była nominowana w plebiscycie Głosu Wielkopolski na Osobowość roku 2023 w kategorii Kultura, a w 2024 została Ambasadorką Zajezdni Kultury w Pleszewie. 15 kwietnia 2025 decyzją Zarządu otrzymała stypendium z Funduszu Popierania Twórczości, funkcjonującego w ramach ZAiKS.     

## Życie prywatne
Pochodzi z Pleszewa, ma trzech synów.

## Publikacje
- Amerykański system ubezpieczeń zdrowotnych - kompromis idei wolnego rynku z założeniami państwa opiekuńczego, P. Laidler, A. Mania (red.), [w:] Amerykańska demokracja w XXI wieku, Kraków: Wydawnictwo Uniwersytetu Jagiellońskiego, 2006, s. 253-260, ISBN: 978-83-233-2246-7

## Książki
- Dziewczyna z kamienicy. Czas nadziei. Warszawa: Wydawnictwo Słowne, 2022, ISBN: 978-83-8251-187-1
- Dziewczyna z kamienicy. Czas wyboru, Warszawa: Wydawnictwo Słowne, 2022, ISBN: 978-83-8251-299-1
- Dziewczyna z kamienicy. Czas pokory. Białystok: Wydawnictwo Kobiece, 2024 ISBN: 978-83-8321-906-6
- Nikomu nic nie mów, Warszawa: Prószyński i S-ka, 2024, ISBN 978-83-8391-004-8.
- O nic nie pytaj, Warszawa: Prószyński i S-ka, 2024, ISBN 978-83-8352-193-0